# 先天性副腎過形成症
先天性副腎過形成症（せんてんせいふくじんかけいせいしょう）は、副腎酵素欠損症のうちで特にコルチゾールができないために下垂体からACTHの過剰分泌が起こるものである。
先天性副腎過形成症には、リポイド過形成症、21 水酸化酵素欠損症、11β-水酸化酵素欠損症、17α-水酸化酵素欠損症、3β-ヒドロキシステロイドデヒドロゲナーゼ欠損症がある。
ステロイドホルモンは副腎皮質でコレステロールを原料にし種々の酵素を介して作られるが、このステロイドホルモンを作るために必須な酵素が先天的に欠損するために発現するものが副腎酵素欠損症である。ほぼ遺伝性である。